# Astro (ユニット)
Astro（アストロ）は日本の6人組ヒップホップ・グループである。

## 略歴
2004年、それぞれ別のグループで活動していたメンバーが集まり結成。都内を中心に活動。
2006年、ミニアルバム「population」リリース。渋谷タワーレコードJ-HIP HOPウィークリーチャート第2位を記録。
2007年、iTunes限定で2枚のミニアルバム「population」「mnemonic」を編集したアルバム「Popumonic」発表。iTunes rap/HIPHOPチャートにて初登場6位を記録。
2008年、BMG JAPANよりメジャー・デビュー。

## メンバー
- was（ワス）MC
- hight28%（ハイトニッパチパーセント）MC
- pepue（ペペ）MC
- 副島ショーゴ（ソエジマショーゴ）DJ
- 岩渕マサル（イワブチマサル）トラックメイカー
- delmonte（デルモンテ）Production

## ディスコグラフィー

### ミニ・アルバム
1. population（2006年6月21日）
  1. a patchwork
  2. Door
  3. 紫
  4. airport 6.1
  5. 重の法廷
  6. eN_
2. mnemonic（2007年3月7日）
  1. ゲノマドライヴ
  2. coupie pain
  3. wireless code
  4. 午前3時
  5. Dot.
  6. モメンタリズン

### フル・アルバム
1. Virus of irony（2008年2月13日）
  1. Daisy
  2. el Diabro
  3. ?Which?
  4. eraser
  5. MY SWEET HOME
  6. カルテ
  7. Dustman Death
  8. 勇敢な気球
  9. Minor Miner
  10. Virus of irony
  11. モノクロノーム
  12. 暁クラッチ!!!!!!!
2. PLAY（2010年01月06日）
  1. Still life
  2. Play
  3. montage
  4. wonder vogel*
  5. 虹のかかった東京
  6. born dead mansion
  7. Mobile Noize
  8. Red hot!!
  9. DxDxD
  10. pool
  11. killer
  12. STILL A LIFE

### iTunes配信
1. Popumonic Exclesive Edition
2. LIVE from Tokyo
3. ゲノマドライヴ-wireless code